# SCO OpenServer
Der SCO OpenServer ist ein Softwareprodukt, das auf SCO UNIX (ein auf UNIX System V Release 3.2 basierendes Betriebssystem) aufbaut, zuerst vom Unternehmen Santa Cruz Operation (SCO, später Tarantella, Inc., 2005 übernommen von Sun Microsystems) entwickelt wurde und vom Unternehmen SCO Group von 2001 bis zum Bankrott des Unternehmens weiterentwickelt wurde.

## Geschichte
Nachdem Santa Cruz Operation bereits mit Xenix für i286 und i386 große Marktanteile im PC-Unix-Sektor erlangt hatte, wurde im Jahr 1989 die erste Version von SCO UNIX vorgestellt. Dies war das erste Unix-Derivat, das aufgrund der Lizenzierung durch AT&T den Namen Unix in der Produktbezeichnung führen durfte.
Es ist eine 32-Bit-Implementierung für Intel i386, basierend auf dem AT&T UNIX System V (bis Version 5.0.7 basierend auf SVR 3.2; ab Version 6.0 basierend auf SVR 5). Obwohl bald andere Hersteller Produkte nach dem neueren SVR4 anboten und AT&T mit Novell das Betriebssystem UnixWare forcierte, setzte sich SCO UNIX wegen seiner Robustheit und der guten Unterstützung durch Hardwarehersteller am Markt durch.
Bis 1995 wurde SCO UNIX einzeln als Runtime-System und in den Produkten OpenServer und OpenDesktop mit integrierten Netzwerkprodukten geliefert. Dazu gab es eine Multiprozessor-Erweiterung für bis zu 29 zusätzliche Prozessoren namens SCO MPX. Für die Anbindung an unterschiedliche Netzwerke standen SCO IPX/SPX, SCO TCP/IP und SCO NFS bereit, ebenso ein Microsoft LAN Manager für UNIX, welcher zur Einbindung in DOS- oder OS/2-Umgebungen diente.
Wichtige Produktivitätsanwendungen waren SCO Portfolio und Microsoft Word für UNIX.
Nach der Übernahme von Novells Betriebssystem UnixWare im Jahr 1995 wurde das Betriebssystem SCO UNIX zu SCO OpenServer umbenannt. Die danach geplante Verschmelzung mit UnixWare fand 2005 im aktuellen Release 6 statt, das auf dem Unix SVR5-Systemkern aufbaut. Damit sind nun Gerätetreiber und Anwendungen von UnixWare auch unter OpenServer 6 nutzbar.

## Ausstattung (Auszug)
- KDE und IXI XDT3 (Desktopumgebungen)
- Mozilla (Webbrowser)
- Java
- MySQL, PostgreSQL, Apache, PHP, Perl
- OpenSSH und OpenSSL
- FAT, VxFS. HTFS, EAFS (Dateisysteme)
- Kompatibilität zu UnixWare 7.1.4, OpenServer 5, SCO Unix, SCO Xenix
- Unterstützung von 500 Benutzer; maximal 64 GB RAM

## Versionen

### SCO UNIX System V Release 3.2
| Version                               | UNIX SVR | Datum           | Projektname | Mehrprozessor |
| ------------------------------------- | -------- | --------------- | ----------- | ------------- |
| SCO UNIX System V/386                 | 3.2.0    | 30. Juni 1989   | ?           | SCO MPX 1.0   |
| SCO UNIX Operating System Version 2.0 | 3.2v2.0  | 1990            | ?           | SCO MPX 1.1   |
| SCO UNIX Operating System Version 4.0 | 3.2v4.0  | 24. Januar 1992 | ?           | SCO MPX 2.0   |
| SCO UNIX Operating System Version 4.1 | 3.2v4.1  | 1993            | ?           |               |
| SCO UNIX Operating System Version 4.2 | 3.2v4.2  | Juni 1993       | ?           | SCO MPX 3.0   |

### SCO Open Desktop / Open Server
| Version                             | UNIX SVR  | Datum            | Projektname | Editionen                                                          |
| ----------------------------------- | --------- | ---------------- | ----------- | ------------------------------------------------------------------ |
| Open Desktop 1.0                    | 3.2.1     | Anfang 1990      | ?           |                                                                    |
| Open Desktop 1.1                    | 3.2v2.0   | 1991             | ?           | Supplement für Upgrade auf 3.2v2.1                                 |
| Open Desktop 2.0                    | 3.2v4.1   | Herbst 1992      | Phoenix     | Desktop System, Server                                             |
| Open Desktop/Server 3.0             | 3.2v4.2   | 1994             | Tbird       | Open Desktop, Open Desktop Lite, Open Server                       |
| OpenServer 5.0                      | 3.2v5.0   | 1995             | Everest     | Desktop System, Host System, Enterprise System                     |
| OpenServer 5.0.2                    | 3.2v5.0.2 | 1996             | ?           | Desktop System, Host System, Enterprise System, Internet FastStart |
| OpenServer 5.0.4                    | 3.2v5.0.4 | 6. Mai 1997      | Comet       | Host System, Desktop System, Enterprise System                     |
| OpenServer 5.0.5                    | 3.2v5.0.5 | 1999             | Davenport   | Host System, Desktop System, Enterprise System                     |
| OpenServer 5.0.6                    | 3.2v5.0.6 | 2000             | Freedom     | Host System, Desktop System, Enterprise System                     |
| OpenServer 5.0.7                    | 3.2v5.0.7 | 14. Februar 2003 | Harvey West | Host System, Desktop System, Enterprise System                     |
| OpenServer 5.0.7V Version 1         | 3.2v5.0.7 | 2009             |             | VMware, Hyper-V                                                    |
| OpenServer 5.0.7V Version 2         | 3.2v5.0.7 | 2010             |             | VMware, Hyper-V                                                    |
| OpenServer 5.0.7V Version 3         | 3.2v5.0.7 | 2011             |             | VMware, Hyper-V                                                    |
| Xinuos OpenServer 5 Definitive      | 3.2v5.0.7 | 7. Dezember 2015 |             |                                                                    |
| Xinuos OpenServer 5 Definitive 2018 | 3.2v5.0.7 | 1. Oktober 2018  |             |                                                                    |
| OpenServer 6.0                      | 5         | 14. Juni 2005    | Legend      | Starter, Enterprise                                                |
| Unxis OpenServer 6.0.0V             | 5         | 2012             |             | for VMware                                                         |
| Xinuos OpenServer 6 Definitive      | 5         | 7. Dezember 2015 |             |                                                                    |
| Xinuos OpenServer 6 Definitive 2018 | 5         | 29. Oktober 2018 |             |                                                                    |
| Xinuos OpenServer 10.0              |           | 2015             |             | Erste auf FreeBSD basierende Version                               |
| Xinuos OpenServer 10.3              |           | 2016             |             |                                                                    |